# Majowie herbu Starykoń
Majowie herbu Starykoń, początkowo Mayowie (rzadziej Maiowie) – polski ród szlachecki wywodzący się z powiatu radomszczańskiego w obecnym województwie łódzkim. Na przestrzeni czasu, członkowie rodu tytułowali się mianem „z Silnicy”.
Rodzina wzmiankowana jest w najstarszych znanych polskich herbarzach. Jej członkowie, na przestrzeni wieków przelewali krew w imię obrony ustroju Rzeczypospolitej. Oprócz wojskowych, Majowie wydali na świat licznych dygnitarzy, a także poetę i senatora.
Ród ten należał do średniozamożnych i skoligacony był z miejscowymi posiadaczami ziemskimi, m.in. Pukarzowskimi i Koniecpolskimi.
Możliwe jest, że jedna z gałęzi rodu przybrała nazwisko Majewski , miał do niej należeć chociażby rosyjski generał, Władimir Maj-Majewski .

## Nazwisko

### Etymologia
Maj jest nazwiskiem, które pojawia się w dokumentach z 1374 roku pośród przedstawicieli różnych grup społecznych. Warto jednak pamiętać, że przed rokiem 1500 w języku polskim nie istniało pojęcie „nazwisko” w dzisiejszym znaczeniu, w Europie istniały wówczas różne sposoby identyfikacji poszczególnych jednostek. W Polsce przed wprowadzeniem nazwisk, ludzie często byli nazywani po imieniu i pochodzeniu z określonego miejsca (np. Marcin z Wrocimowic) lub według innych cech charakterystycznych (np. Zawisza Czarny).
Nazwisko Maj zostało wzbogacone przebogatymi odmianami przez różne wpływy historyczne. Maj (także w formie May) jest nazwiskiem brzmienia odmiesięcznego, jednakże nie oznacza to, że etymologią tego nazwiska jest w każdym wypadku nazwa miesiąca. Posługiwał się nim bowiem szlachecki ród Majów herbu Starykoń, który można odnaleźć w najważniejszych herbarzach polskich. Większość narodowych dzieł heraldycznych wskazuje, że nazwisko rodziny Majów herbu Starykoń ma charakter odmiejscowy. Nazwiska odmiejscowe określają miejsce pochodzenia osoby noszącej dane nazwisko i wywodzą się od cech geograficznych, takich jak chociażby nazwa miejscowości (np. rodzina Potockich wywodziła się z Potoka).
W przypadku rodu Majów podaje się dwie miejscowości, od którego mogło pochodzić ich nazwisko; Brzozowo-Maje w giminie Dzierzgowo w województwie mazowieckim oraz Majowo w gminie Skaryszew w województwie mazowieckim.

### Zapis
Warto zaznaczyć, że nazwisko Majów początkowo pisano w formie May, choć w rzeczywistości, May i Maj to dwa różne sposoby zapisu tego samego nazwiska.
Język polski w formie, którą znamy dzisiaj, zaczął kształtować się w XIV wieku, ale stabilizacja języka polskiego nastąpiła dopiero w XIX wieku. Przed tą stabilizacją język polski ulegał ciągłym zmianom i ewolucji, przez co zasady gramatyki i ortografii nie były jeszcze tak ściśle określone. Przykładowo, stosowano zapis nazwiska Zamoyski z literą „y” zamiast „j”. Było to spowodowane różnicami między wymową a zapisem języka polskiego, który wówczas miał mniejszą ilość liter niż obecnie. Wraz z rozwojem języka polskiego oraz powstaniem jednolitej ortografii w XIX wieku zdecydowano się na usystematyzowanie zasad pisowni, w tym również nazwisk. Dzięki temu litera „y” została zastąpiona przez „j”, gdyż to właśnie ta litera najlepiej oddawała jej wymowę  .
Według PWN, reguła ortograficzna odnosząca się do nazwisk osób urodzonych przed 1800 rokiem mówi, że należy stosować zasadę archaizacji, czyli zapisywania nazwiska zgodnie z zasadami ortografii panującej w czasach, kiedy dana osoba żyła. W praktyce oznacza to, że nazwisko osoby urodzonej przed 1800 rokiem powinno być zapisane w starszej formie, z uwzględnieniem specyficznych zasad ortografii tamtego czasu  .
Podsumowując: w przypadku rodziny Majów herbu Starykoń obie formy nazwiska (May i Maj) są poprawne, choć związane z różnymi czasami historycznymi, posiadającymi własne cechy pisowni.

## Przydomek
Według informacji podanych w Polskiej Encyklopedii Szlacheckiej, Majowie mieli używać przydomku „Siciński”.
Siciński w formie nazwiska znajduje się również na liście Tadeusza Gajla. Lista ta przedstawia nazwy szlacheckich rodów, używających herbu Starykoń w całej historii Polski.

## Gniazdo rodu
Tak jak już to zostało wspomniane w rozdziale Nazwisko: Majowie posiadają nazwisko odmiejscowe, co zwykle było powiązane z nazwą gniazda szlacheckiego lub ziemi, którą dana rodzina szlachecka posiadała. Gniazdo szlacheckie to ośrodek władzy, w którym szlachta zamieszkiwała i z którego kontrolowała okoliczną ziemię oraz podległych sobie ludzi. W przypadku Majów, historycy doszukują się kilku takich miejsc w Polsce.

### Majowo
Za jedno z gniazd Majów herbu Starykoń uważa się Majowo, które w XIX wieku pojawiała się w źródłach historycznych jako wiejska społeczność, złożona głównie z chłopów-włościan, czyli ludzi posiadających niewielkie gospodarstwa rolnicze i pracujących na nich samodzielnie lub z pomocą rodziny (tzw. osada włościańska). Majowo było położone wówczas w gminie Gąbarzew (obecnie gmina Skaryszew), parafii Kowala, w odległości 8,5 km od Radomia. Według Słownika geograficznego, pod koniec XIX wieku znajdowały się tam 2 domy, 8 mieszkańców i 11 mórg ziemi.
Majowo obecnie jest częścią integralną wsi Maliszów i figuruje pod nazwą Majewo .

### Brzozowo-Maje
Jan Ciechanowicz w swoich publikacjach sugeruje, że gniazdem Majów jest miejscowość Brzozowo-Maje, zlokalizowane w powiecie przasnyskim, gminie i parafii Dzierzgowo. W XIX wieku Słownik geograficzny określał go jako okolicę szlachecką, zlokalizowaną w lesistej podmokłej nizinie, przez którą płynie rzeka Orzyc, tworząc tu rozległe mokradła.
Alina Naruszewicz-Duchlińska opierając się na pracach cenionego polskiego heraldyka, Adama Bonieckiego, podaje, że w rzeczywistości z miejscowości tej pochodziła rodzina Majewskich herbu Starykoń.
Nie ma pewności, czy Majowie pochodzą z tej samej miejscowości co Majewscy. W praktyce, stwierdzenie takiego faktu oznaczałoby wspólne pokrewieństwo obu tych rodzin szlacheckich, czego nie można z całą pewnością potwierdzić z powodu braku przeprowadzonych odpowiednich badań genealogicznych (patrz sekcja: Ród Majewskich a Majów).

### Pozostałe gniazda
Ciechanowicz wspomina, że rzekome gniazda rodowe Majów mają znajdować się w dawnych powiatach wołkowyskim i wileńskim. Dodaje też, że w XV i XVI stuleciu w powiecie elbląskim znajdowało się osiedle Majewo, co zapewne sugerować ma jakieś połączenie z rodem Majów. Jednakże nie podaje przy tym żadnego wyjaśnienia ani źródła owych informacji.

## Posiadane ziemie
Członkowie rodziny Majów w całej swojej historii byli w posiadaniu wielu miejscowości. Większość z nich była zlokalizowana w obecnym powiecie radomszczańskim (województwo łódzkie), choć część z nich znajduje się też powiecie buskim (województwo świętokrzyskie), a także w powiecie częstochowskim na Śląsku.

### Powiat radomszczański
Powiat radomszczański: Mała Siedlnica (zapewne Mała Silnica czyli Silniczka ), Borzykowa, Silnica, Magdalenki, Sekursko (wcześniej też Sobiekursko ), Borzykówka, Barycz , Żytno . Wola Życińska, Sudzin i Błonie.
Dobra silniczka były własnością rodziny Majów jeszcze w XVI wieku, zarówno jak Borzykówka. Antoni Siemieński herbu Leszczyc, w związku a koligacjami rodzinnymi otrzymał w wianie od Majów dobra Silniczka .
Sekursko jeszcze w XVI wieku należało do tej rodziny .

### Powiat buski
Powiat buski: Balice, Polanki (dziś Palonki) i Zawady (dziś Zawada).

### Powiat częstochowski
Powiat częstochowski: Cielętniki .
|  | SilniczkaBorzykowaSilnicaMagdalenkiSekurskoBorzykówkaBaryczŻytnoWola ŻycińskaSudzinBłonie Położenie na mapie powiatu radomszczańskiego |

## Historia
Rodzina Majów to rdzennie polska rodzina szlachecka, używająca herbu Starykoń. W swojej historii byli przede wszystkim związani z trzema województwami: krakowskim, sandomierskim i sieradzkim. Według Polskiej Encyklopedii Szlacheckiej, pierwsza wzmianka o Majach pochodzi z 1500 roku, Zbigniew Leszczyc (1869–1939) w swoim herbarzu wspomina natomiast rok 1540. Pierwszym dziełem kultury zawierającym informacje o tej rodzinie, jest herbarz Bartosza Paprockiego, który już w 1584 roku określił ród jako starodawny i znaczny.

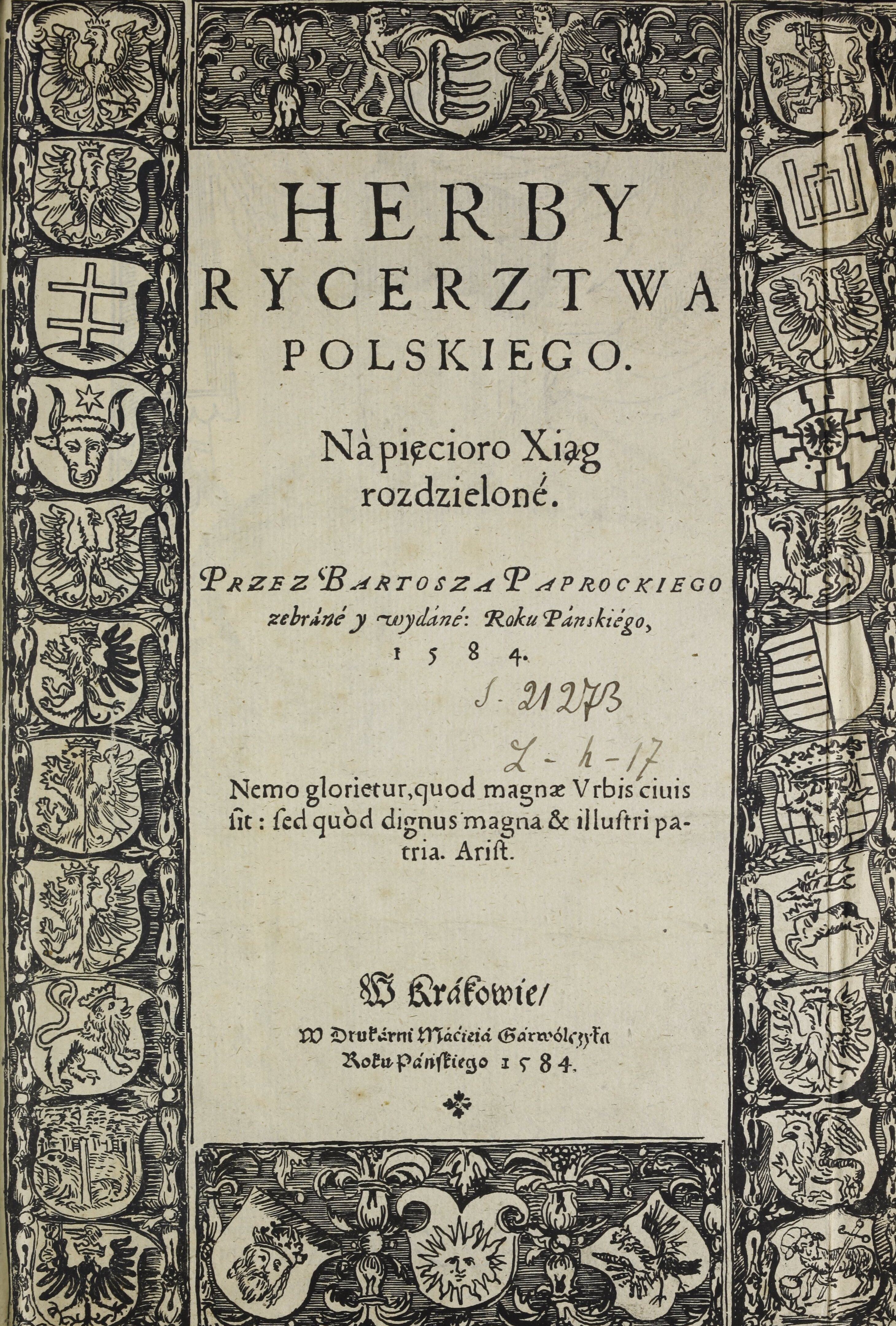
Herbarz Bartosza Paprockiego, pierwsze dzieło kultury, w którym znajdują się informacje o rodzinie Majów

W rzeczywistości, najwcześniejsze znane nam źródło dotyczące rodu pochodzi z 1446 roku. Doszło wówczas do zawarcia umowy w Radomsku pomiędzy Stanisławem Salomonem z Siedlnic a jego rodzonym bratem, Janem. Umowa ta dotyczyła przekazania prawa własności nad mieniem ruchomym, jak i nieruchomym. Stanisław, zdecydował się wówczas na oddanie swojego dziedzictwa bratu. Wspomniana umowa została zawarta w obecności Mikołaja Maja, pierwszego znanego członka rodziny Majów, który na dokumencie jest zapisany wraz z pełnioną funkcją sędziego. Obecność Mikołaja była świadectwem ważności i prawnego charakteru tego wydarzenia.
Następnym z Majów był Piotr Maj, którego imię wymienione zostało w źródłach historycznych datowanych na rok 1552. Piotr występował w nich jako właściciel Silniczki (Silnicy Małej) . Siedem lat później, w roku 1559, kolejnymi dziedzicami tej miejscowości byli już Marcin, Piotr i Jan Majowie, synowie Marcina i Weroniki, którzy oprócz wymienionej osady, posiadali jeszcze Borzykową. Obie informacje stanowią ważną część historii rodu Majów oraz ich związku z dwoma pierwszymi znanymi historycznie miejscowościami.
Z wymienionych wyżej synów Marcina i Weroniki Majów, Piotr pojawia się jeszcze w źródłach z 1564 roku, jako dziedzic Silnicy, położonej nieopodal wspomnianej Silniczki. Według informacji z 1596 roku, był żonaty z Dorotą de Krezy, z którą miał córkę, Katarzynę Maj (późniejszą żonę Stanisława Garnysza), a także czterech synów: Jana Maja, Krzysztofa Maja, Stanisława Maja i Floriana Maja, dziedziców Silnicy po ojcu. Florian Maj był wojskowym, walczył w XVI wieku przeciwko Wielkiemu Księstwu Moskiewskiemu oraz w bitwie pod Chocimiem przeciw Tatarom.
Stosunki sąsiedzkie z miejscowymi posiadaczami ziemskimi nie zawsze układały się pokojowo. Ostra rywalizacja ekonomiczna popychała niekiedy do sporów, w ten sposób pod koniec XVI wieku doszło do konfliktu pomiędzy Majami a Tobiaszem Ligęzą, wówczas dziedzicem Ciężkowiczek i Sudzinka. Bliżej nieokreśleni bracia Majowie dzierżący m.in. Barycz w której posiadali młyn i dwie karczmy stojące, z poddanym z Silniczki naszli zbrojnie na karczmę w Ciężkowiczkach i wyszynk w Sudzinku. Konflikt był spowodowany istnieniem tawern w Sudzinie i sąsiadującym z nim Sudzinku. Źródła milczą o tym jak zakończył się ten konflikt, wiadomo jednak, że zwycięsko wyszli z niego Majowie, gdyż Tobiasz Ligęza złożył protest do sądu ziemskiego w Radomsku .
Kasper Niesiecki (1682–1744), polski historyk, informuje, że związany z tym rodem Mikołaj Maj pozostawił po sobie nieokreśloną bliżej liczbę córek, z których jedna wyszła za Mikołaja Stradomskiego, pisarza w Nakle Chocimskim. Rodzony brat Mikołaja – Felicjan (Feliks) – był rycerzem, który spędził dziesięć lat w niewoli w wyniku działań wojennych. Zmarł w 1634 roku w Krakowie i został pochowany w nieistniejącym już Kościele Najświętszej Marii Panny, gdzie znajdował się jego marmurowy nagrobek. Pierwszą żoną Felicjana była nieznana z imienia członkini rodu Balickich, z którą miał syna Stanisława. Jego drugą żoną była Katarzyna Koniecpolska , wdowa po Macieju Pukarzewskim, a małżeństwo przyniosło mu dwóch synów – Feliksa i Stefana. Po raz trzeci ożenił się z członkinią rodu Grotowskich, źródła historyczne opisują ten związek jako niedługi, co zapewne ma sugerować, że w krótkim czasie po ślubie zmarł. Stanisław Maj, wspomniany syn Felicjana, był żołnierzem, walczącym w bitwie pod Chocimem w 1621 roku. Miał dwóch synów z nieznaną z imienia Księską. Pierwszy syn, Florian, jest wspomniany przez Niesieckiego, jako mężny kawaler, o drugim synu, Feliksie, występuje jedynie wzmianka.

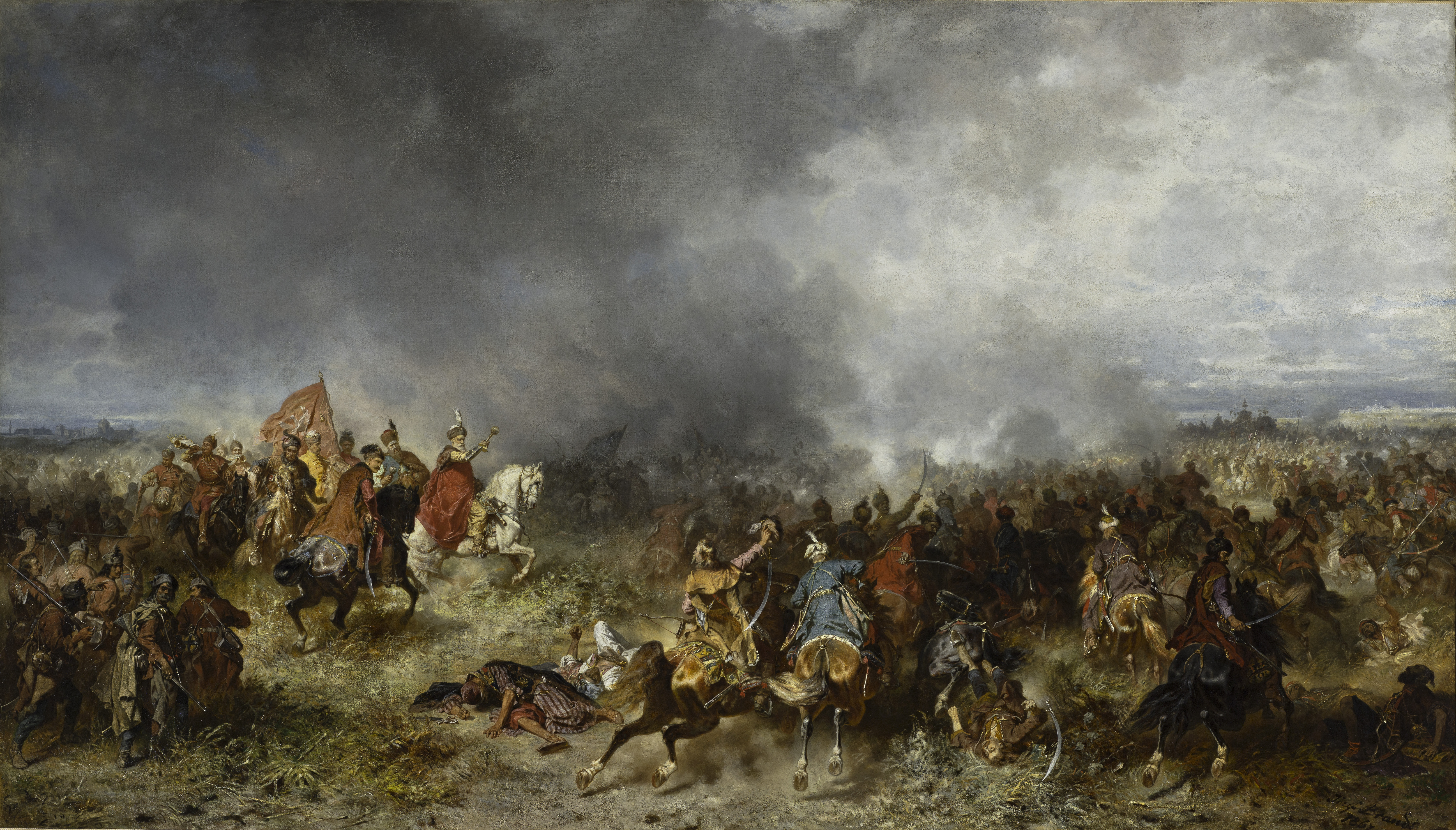
Bitwa pod Chocimiem w 1621 roku, obraz Józefa Brandta

Jan Maj, dziedzic Silnicy, miał trzech synów: Feliksa, Mikołaja i Stanisława. Pierwszy z synów, Feliks (zm. 1634), został opisany przez polskiego historyka, Seweryna Uruskiego (1817–1890), jako dzielny wojownik. Feliks był dwukrotnie żonaty, jego pierwszą żoną była Katarzyna Gołuchowskia, z którą miał syna Stanisława. Z drugiej żony natomiast, Katarzyny z Zakliczyna, miał syna Michała, który z województwa sandomierskiego podpisał się pod dokumentem elekcji na króla I Rzeczypospolitej w 1669 roku. Źródła podają też, że Michał pozostawił po sobie syna, Marcina, jednakże imię jego żony pozostaje nieznane.
Mikołaj, drugi syn Jana, również był dziedzicem majątku Silnica. Według dostępnych źródeł, datowanych na rok 1623, miał czterech synów, z których trzech odegrało ważną rolę w życiu społeczno-politycznym swojej epoki. Ich udział w elekcjach królewskich był częścią istotnego procesu demokratycznego wyboru władców Rzeczypospolitej. Pierwsi dwaj synowie Mikołaja – Krzysztof i Franciszek Majowie – byli elektorami w 1669 roku, reprezentując województwo sieradzkie. Warto zaznaczyć, że Krzysztof był dziedzicem Żytna i pojął za żonę Annę, córkę Bartłomieja Rusieńskiego. Trzecim synem był Marcin Maj, niestety poza wspomnieniem o jego istnieniu, brakuje dalszych informacji dotyczących jego życia i osiągnięć w historii. Ostatnim z synów Mikołaja był jego imiennik, Mikołaj Maj, dziedzic Sobiekurska, który pełnił funkcję trukczaszego królewskiego i podpisał się też pod dokumentem elekcji z 1674 roku z księstwa żmudzkiego.
Do rodziny Majów należą również niektórzy członkowie, na których temat występują zaledwie drobne wzmianki historyczne. Właśnie z powodu braku szerszego materiału źródłowego trudno jest ich jednoznacznie zidentyfikować oraz przypisać do innych członków rodu w sposób genealogiczny. Do takich osób zaliczyć można nieznanego z imienia sędziego ziemskiego sieradzkiego, o którym wspomina Szymon Okolski w 1641 roku.
Członkowie rodu Majów, oprócz działalności w strukturach państwowych czy wojskowych, byli również powiązani z literaturą. Florian Maj, poeta, jest autorem twórczość pt. „Powitanie z cudzych krajów Jana Zamoyskiego Starosty Kałyskiego”, znajdującej się w dziele Felix ad Patriam regressus, wydrukowanym w drukarni Łukasza Kupisza w Krakowie w roku 1650, w formacie in quarto. Warto zaznaczyć, że w tamtych czasach drukowanie książek i dzieł literackich było znacznie trudniejsze i kosztowniejsze niż dzisiaj, co sprawia, że zachowanie się tego dzieła do czasów obecnych ma szczególną wartość dla kultury polskiej i samego rodu.

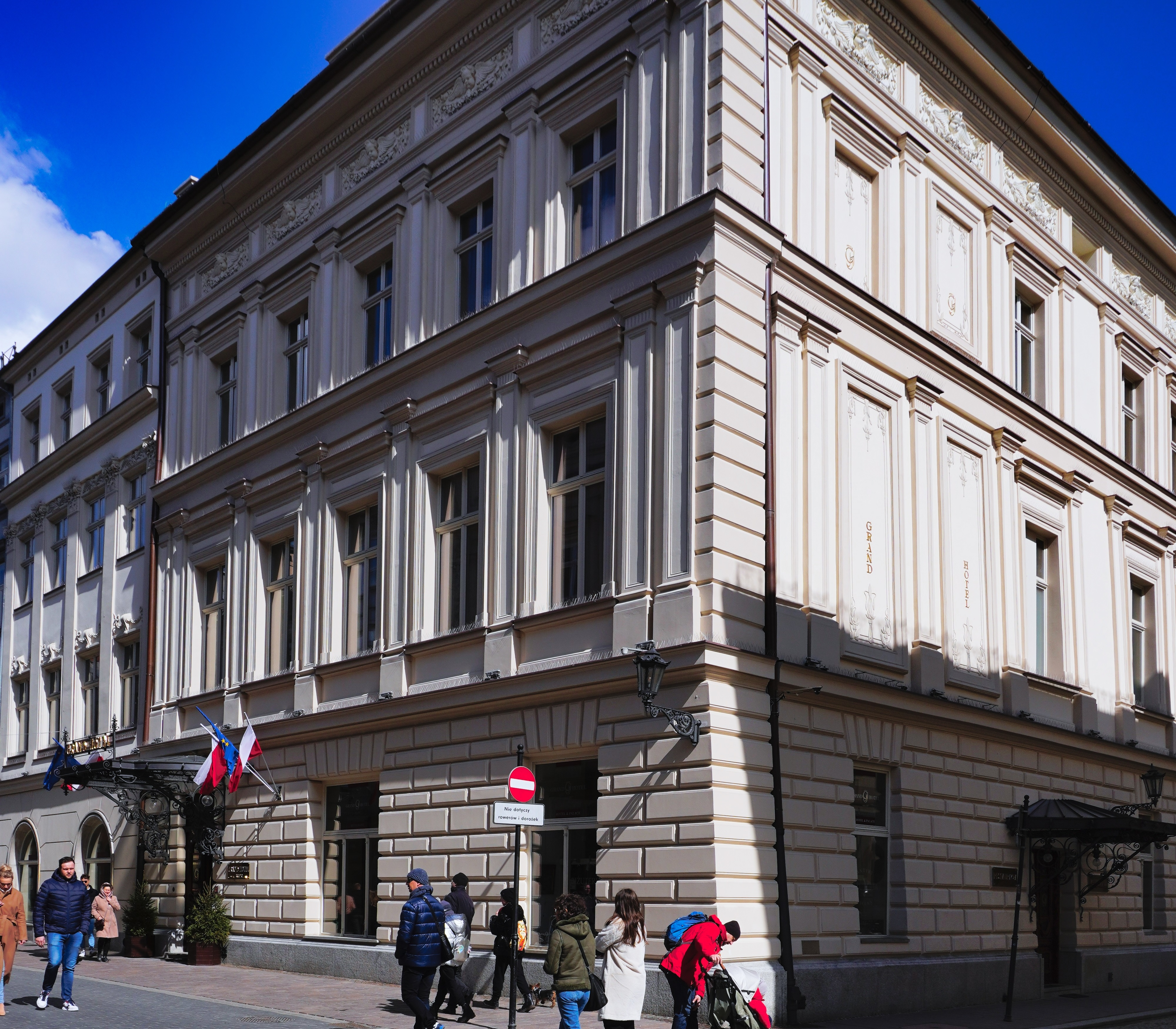
Kamienica przy ul. Sławkowskiej 5/7 w Krakowie (obecnie Grand Hotel), należąca do Stanisława Maja

Żyjący w 1651 roku Stanisław Maj był zamożnym posiadaczem ziemskim, dziedzicem dóbr Balice, Polanki i Zawady. Z małżeństwa z Barbarą z Wronowa miał syna o tym samym imieniu, który był najwybitniejszym członkiem rodziny Majów herbu Starykoń. Stanisław Maj rozpoczynał swoją karierę jako podstoli krakowski, choć już niedługo później został kasztelanem wiślickim, brał też udział w sejmikach szlacheckich z województwa krakowskiego i sandomierskiego. Ponadto obierano go kilkakrotnie posłem na sejm: w 1674 roku z woj. krakowskiego i dwukrotnie z woj. sandomierskiego – w 1685 i 1696 roku. Podczas pierwszego posłowania został wyznaczony na komisarza do uspokojenia granicy ze Śląskiem. Był również deputatem Trybunału Koronnego z województwa sandomierskiego na kadencję 1692/1693. Około 1695 roku nabył kamienicę przy ul. Sławkowskiej 5/7 w Krakowie (obecnie Grand Hotel). Zapisał swojej żonie, Zuzannie z rodu Dembińskich herbu Rawicz, dożywocie na wszystkich dobrach ruchomych i nieruchomych 16 marca 1702 roku. Ponad rok później, 23 sierpnia 1703 roku, spisał w Balicach testament przy świadkach i niespełna rok po tym zmarł. Stanisław pozostawił po sobie nieznaną z imienia córkę, żonę Jana Bystrzanowskiego, chorążego grabowieckiego.
Marcin Maj z Silnicy, był stolnikiem w dawnym powiecie żytomierskim. Urząd ten do XIII w. był odpowiedzialny za dbanie o stół panującego, do jego obowiązków należało nakrycie stołu do uczty, a w czasie jej trwania kierowanie podawaniem potraw. Urząd stopniowo zaczął tracić na znaczeniu na rzecz innych urzędów ziemskich, takich jak kasztelan czy starosta. W XVIII wieku, za życia Marcina, stolnik był rolą mającą przede wszystkim charakter honorowy, choć nadal był uważany za pozycję prestiżową. Stolnicy zasiadali wówczas w sejmikach i na sejmach, gdzie reprezentowali swoje województwa, ale ich wpływ na politykę był niewielki. Jego żoną była Barbara Brzechwianka, z którą miał dwóch synów: Jana i Stanisława. Jan, zarówno jak ojciec był stolnikiem żytomierskim, oprócz tego pełnił urząd sędziego kapturowego województwa sieradzkiego. Złożył swój podpis pod dokumentem elekcji z 1733 roku. Ze swą żoną, Katarzyną Rychłowską, miał trzech synów synów: Antoniego, Stanisława (także stolnika żytomierskiego, sygnatariusza elekcji z 1764 roku z województwa sieradzkiego) i Tomasza, który według źródeł miał dwóch synów: Kajetana i Józefa.

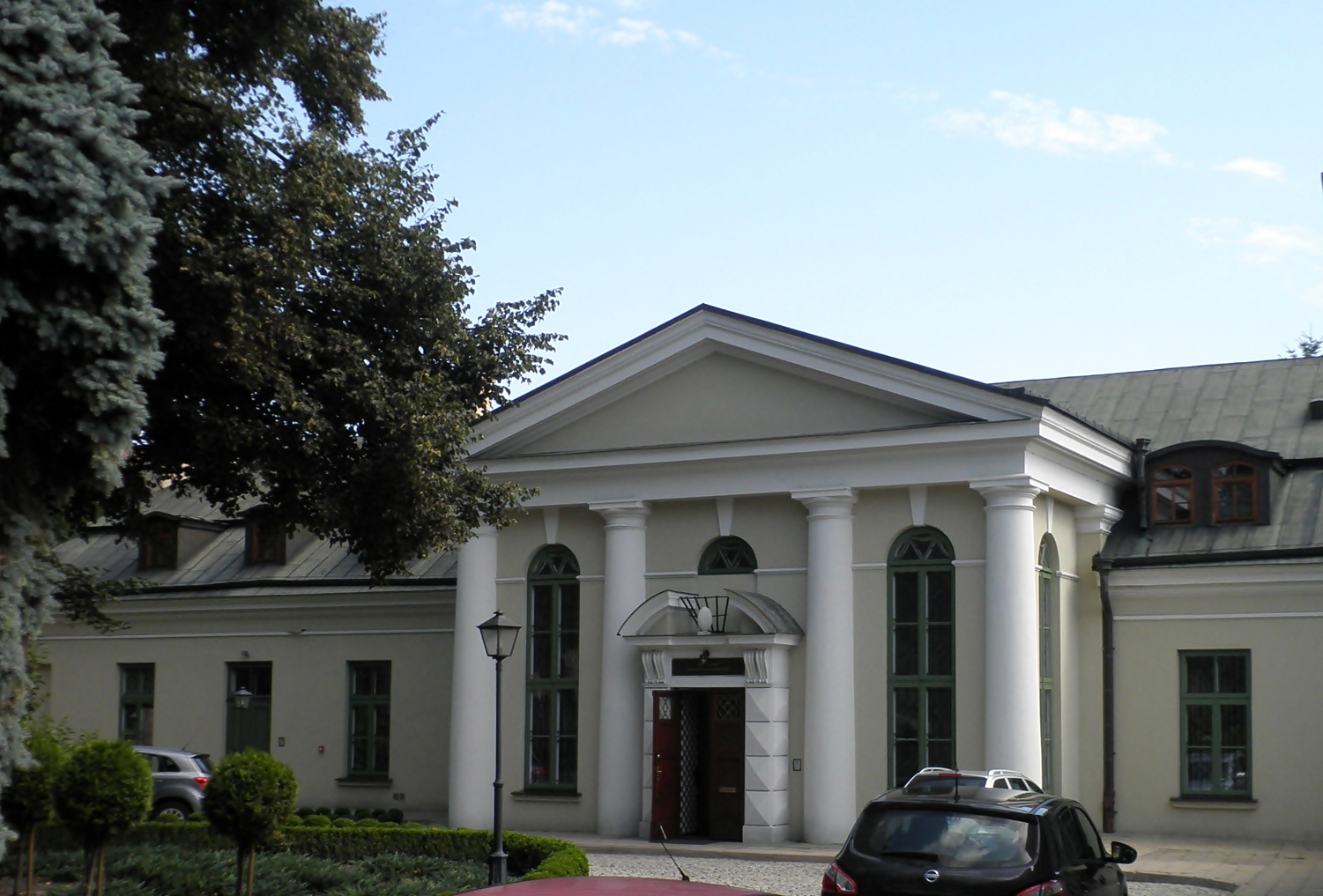
Loże lubelskie, do których należał Karol Maj miały swoje siedziby w budynkach, gdzie obecnie znajduje się siedziba arcybiskupa lubelskiego

Kolejną znaczną postacią z rodu Majów był Antoni, właściciel majątków Wola Życińska, Sudzin i Błonie, położonych w powiecie radomszczańskim, jak większość ziem należących do omawianego rodu. W 1764 roku podpisał dokument elekcji na króla Rzeczypospolitej, reprezentując województwo sieradzkie. Rok później pojawia się w źródłach historycznych z pełnionym przez niego urzędem stolnika bracławskiego. Jego, żona, Apolonia, córka Stefana Młoszewskiego i Zuzanny Siemieńskiej, urodziła syna – Karola Maja. Karol kontynuował rodzinne dziedzictwo jako właściciel majątku Sudzin, objął prestiżowe stanowisko burgrabiego i sprawował urząd subdelegata grodzkiego piotrowskiego. Rolą subdelegata grodzkiego było egzekwowanie prawa, utrzymanie porządku publicznego, nadzorowanie sądownictwa grodzkiego, a także rozwiązywanie spraw administracyjnych i finansowych w swoim rejonie. W 1803 roku Karol został oficjalnie potwierdzony jako szlachcic w Galicji Zachodniej podczas tzw. legitymizacji szlacheckiej. W 1818 roku pracował jako sędzia kryminalny w Lublinie, skąd miał powiązania z Wolnomularstem, posiadał V stopień rytu masońskiego. Figurował jako I dozorca loży Wolność Odzyskana, a także członek honorowy Świątyni Równości w 1820 roku.
Na przestrzeni wieków rodzina ta bardzo mocno się rozsiała. Jedna z jej gałęzi kwitła jeszcze w XIX wieku na Wielkopolsce. Przykładem tego jest nieznany z imienia członek rodu, który w 1876 roku pełnił funkcję wikariusza i administratora w Goniembicach, znajdujących się w województwie wielkopolskim. Członkowie tej rodziny żyli również w Galicji – Kazimierz Maj, wstąpił do zakonu i przyjął imiona Teofil Bogumił. Należał do zakonu OO. Reformatorów w Sądowej Wiszni i przez długi czas pełnił tam funkcję gwardiana.

## Religia

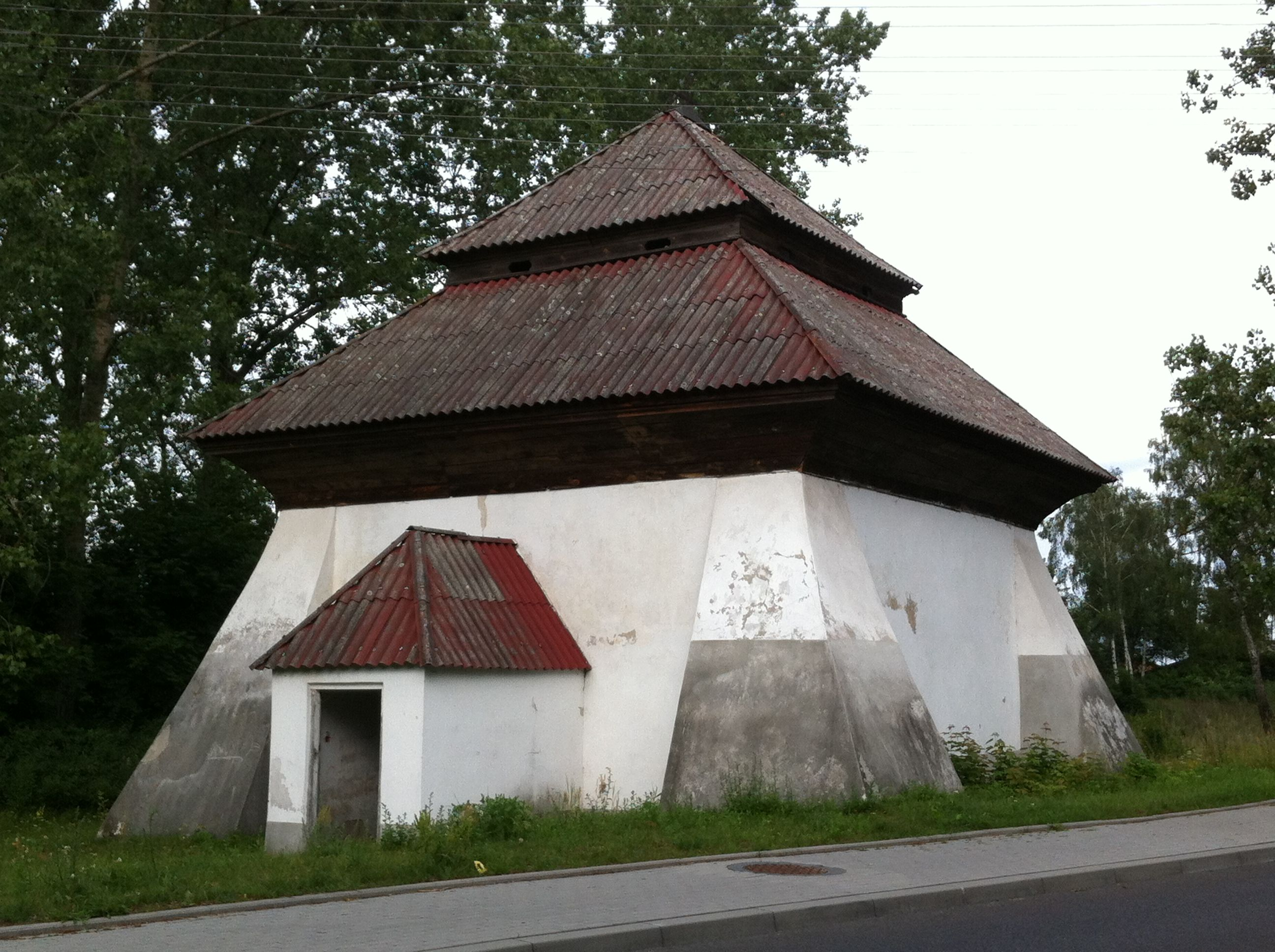
Kaplica ariańska w Silniczce, ufundowana przez Majów

Wiadomo, że część rodziny Majów herbu Starykoń przez pewien czas swojej historii była zwolennikami Arianizmu  , czyli doktryny religijnej ukształtowanej w XVI wieku z kalwinizmu. Arianie wyróżniali się tym, że nie uznawali dogmatu Trójcy Świętej, co stało się charakterystycznym założeniem ich wyznania. W Polsce Arianie byli także znani jako bracia polscy . 

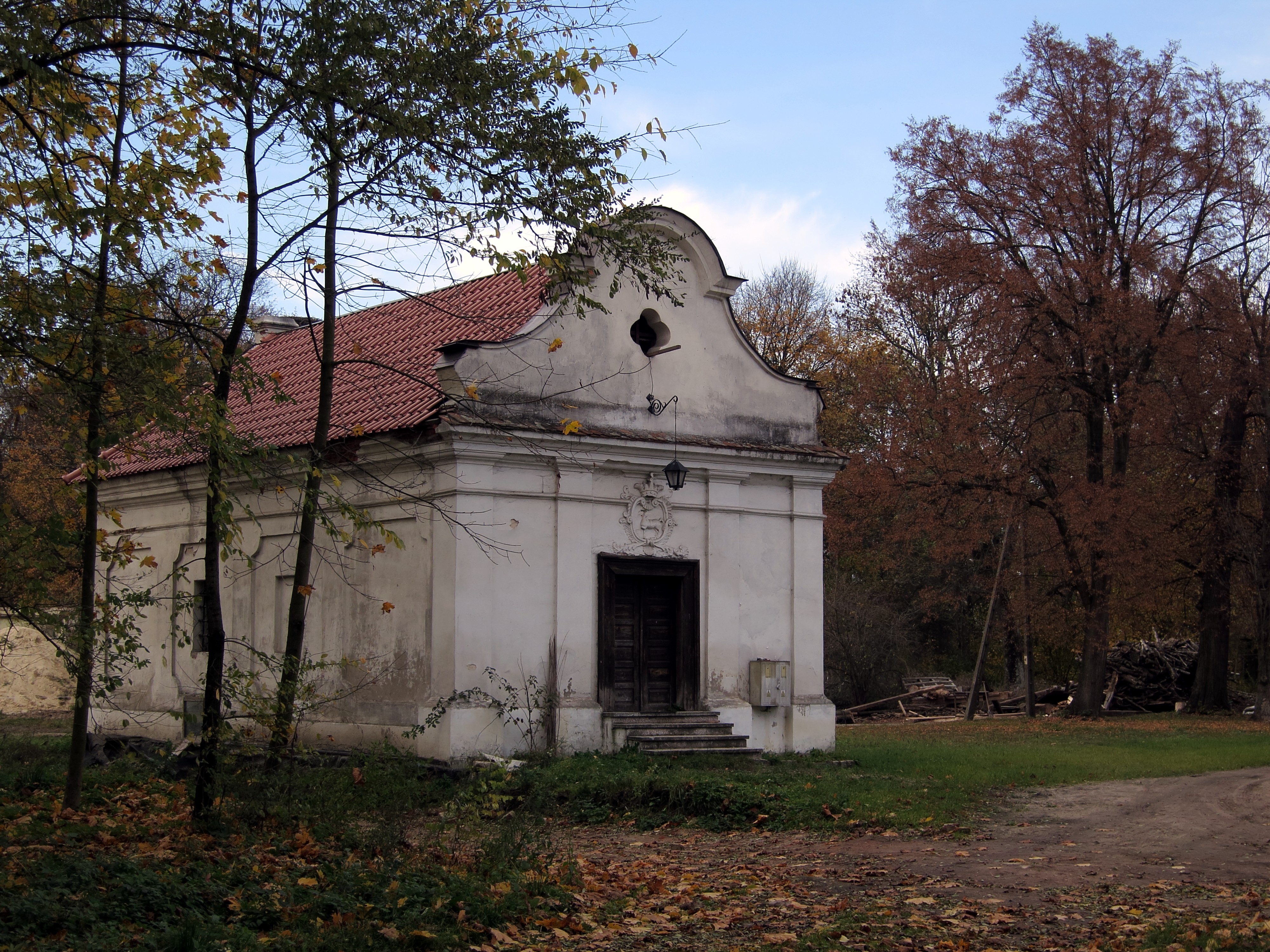
Kaplica ariańska w Cielętnikach, ufundowana przez rodzinę Majów

Majowie prowadzili działania, mające na celu arianizację terenów, które do nich należały. Ufundowali kaplice ariańskie, takie jak chociażby kaplica ariańska w Cielętnikach czy kaplica ariańska w Silniczce  . Mikołajowi Majowi, ówczesnemu dziedzicowi Żytna, przypisuje się liczne zniszczenia w okresie reformacji, min. profanację tamtejszej kaplicy chrześcijańskiej .
Po wprowadzeniu ustawy sejmowej z 1658 r., która nakazywała Arianom konwersję na katolicyzm lub banicję, Majowie najprawdopodobniej powrócili do Chrześcijanizmu . Udowadniać to może również testament Stanisława Maja, spisany 23 sierpnia 1703 roku w Balicach, który w samym początku zawiera następujące słowa:

W imię Ojca i Syna i Ducha Świętego. Amen. Wierzę i wyznaję przed niebem i ziemią i całem światem Boga nierozdzielnie w Trójcy Świętej jedynego, któregom jest najlichsza kreatura. Uniżam się z całego serca przed Majestatem Jego nieogarnionym na dziękczynienie, że mnie w wierze prawdziwej, katolickiej rzymskiej stworzył na wyobrażenie Swoje, krwią najdroższą jednorodzonego Syna Swego Jezusa Chrystusa odkupił, darami Ducha Przenajświętszego oświecił. (...)

Należy jednak zaznaczyć, że pojedyncze osoby z rodziny Majów nie są odpowiedzialne za decyzje i wiarę wszystkich jej członków. Informacje te wskazują na pewno, że w rodzinie istniało zróżnicowanie poglądów religijnych.

## Majowie w kulturze

### Sztuka
W czasach I Rzeczypospolitej, teatry związane z katolicyzmem (organizowane przez Pijarów, szkoły katolickie czy inne zakony) miały duży wpływ na kulturę kraju. Teatry te często prezentowały spektakle o tematyce religijnej i moralnej, co miało na celu kształtowanie postaw społecznych wśród widzów.
Ród szlachecki Majów herbu Starykoń występuje nie tylko w historii Polski, ale również i w jej kulturze. Majowie są bohaterami jednego ze staropolskich dramatów, wydanego przed 1765 rokiem, którego fragment brzmi następująco:

(...). Inscenizacja: Antiprologus: Otwiera się teatrum, na którym przedstawiono cesarzów, królów, wodzów, wjeżdżających do Capitolium «przez tryumfalne z Ludzkich Serc wystawione Bramy» [dekoracja]; uderza piorun ognisty i «wszelka w rozsypkę obraca się apparencya»; Serce Jezusowe gorejące w ołtarzu «nieco uchyla kortyny»; Polska wprowadza na środek sceny Geniusza Domu Majów na koniu, z symbolami zaszczytów rodziny. Ind. 1: Seliniusz, ozdobiony wawrzynami, na tronie; dekoruje Senatorów orderami w kształcie serca; ind. 2: Seliniusz zasypia na tronie z serc; Fatum (śmierć) zabiera serce spod jego głowy i wkłada trupią czaszkę; ind, 3: «Seliniusz [...] spacyjerem się po Ogrodzie dywertując» zrywa jabłko, które zamienia się w trupią czaszkę; zemdlonego wnoszą do atlanty; ind. 4: sen Seliniusza: salt Parek i Monstrów; ind. 6: Miłość Dobra Pospolitego łzy Seliniusza «w gąbkę [...] zbiera» ind. 8: «Seliniusz tajemnicom Męki Chrystusowej za umbrami przypatruje » się , Elokwencja je komentuje [latarnia magiczna]. (...).

### Poezja
Wespazjan Kochowski uczcił dokonania i zasługi Floriana Maja – żołnierza, biorącego udział w bitwie pod Chocimiem – umieszczając jego imię w jednym ze swoich wierszy, w dziele Liryka Polskie z 1674 roku:

Przepomnięż Maja? Piękną chucią zjęty,

Na dzielnym koniu biegając, nie stanie,

A jako na harc wysunie się kręty,

Nagle się z placu zmykają poganie.

Tamże bułatem srogo w głowę cięty,

Los ostateczny znosisz Floryanie.

Także herbowny każesz Starykoniu,

Żeby nie w łóżku, lecz umrzeć na błoniu?

## Ród Majewskich a Majów

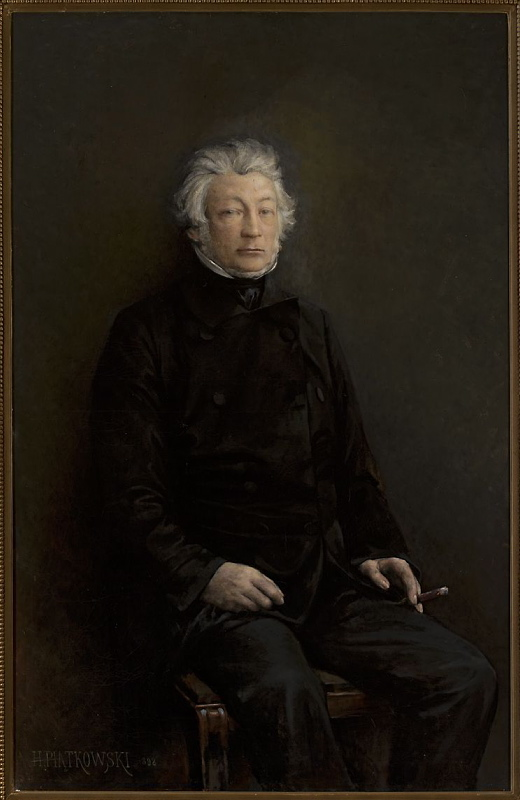
Adam Mickiewicz herbu Poraj, syn Barbary Majewskiej herbu Starykoń

Pośród wielu historyków popularna jest hipoteza, na podstawie której ród Majów herbu Starykoń i Majewskich herbu Starykoń określa się jako rodziny o wspólnym pokrewieństwie. Tego zdania jest chociażby Zbigniew Leszczyc, który w swoim herbarzu opisał rodzinę Majewskich jako jedną z gałęzi rodziny Majów. Teorię tę popiera również Jan Ciechanowicz, według którego Majowie stanowili najpewniej jeden ród z Majewskimi tego herbu. Według innych źródeł Majewscy są jednego pochodzenia z rodziną Majów herbu Starykoń i pierwotnie także nosili to nazwisko .
Teoria o wspólnym pokrewieństwie może być oparta na jednym z przydomków, który przybrali sobie Majewscy – „Maj”. Przydomek ten nosi chociażby rosyjski generał, Władimir Maj-Majewski , którego ojciec, Zenon Maj-Majewski (May-Maievsky) jest pochowany w Mentonie, we Francji. Jak wiadomo, szlachta w Polsce nadawała sobie przydomki rodowe z różnych powodów. Przydomki te były związane z określonymi cechami, które charakteryzowały daną rodzinę lub pochodzenie jej członków. Dodatkowo, posiadanie przydomka rodowego było często uważane za ważny element dziedzictwa kulturowego i rodowego.
Możliwość ewentualnego pokrewieństwa obu rodzin jest powiązana też z herbem szlacheckim, jakie obie rodziny posiadają – Starykoń. W historii zakłada się bowiem, że część rodzin o tym samym herbie miała w przeszłości wspólny rodowód w linii męskiej, jednakże nie zawsze było to regułą . Przykładowo, na mocy tzw. adopcji herbowej, szlachta przypuszczała nieherbownych przyjaciół z własnej chorągwi lub zasłużonych poddanych do swojego herbu. Proceder ten był powszechny do tego stopnia, że z czasem zaczęto go ograniczać, a następnie został zakazany w 1616 roku.
Aby z całą pewnością stwierdzić powiązanie krwi zarówno Majów jak i Majewskich potrzebne są odpowiednie badania genealogiczne.

## Znani członkowie
- Florian Maj (żył w XVI w.) – rycerz, uczestnik wojen przeciw Moskwianom oraz Tatarom.
- Florian Maj (zm. 1673) – rycerz, porucznik pancerny, uczestnik bitwy pod Chocimiem.
- Stanisław Maj (zm. 1703) – podstoli krakowski, kasztelan wiślicki.
- Karol Maj (żył w XVIII w.) – mason, subdelegat grodzki piotrowski, burgrabia grodzki piotrowski, sędzia kryminalny.

## Czasopisma
- Tygodnik Ilustrowany 1913 (Nr 1-11). „Tygodnik Ilustrowany”, s. 291, 1913. Warszawa: Gebethner i Wolff.